# Biserica de lemn din Poienari-Măgura

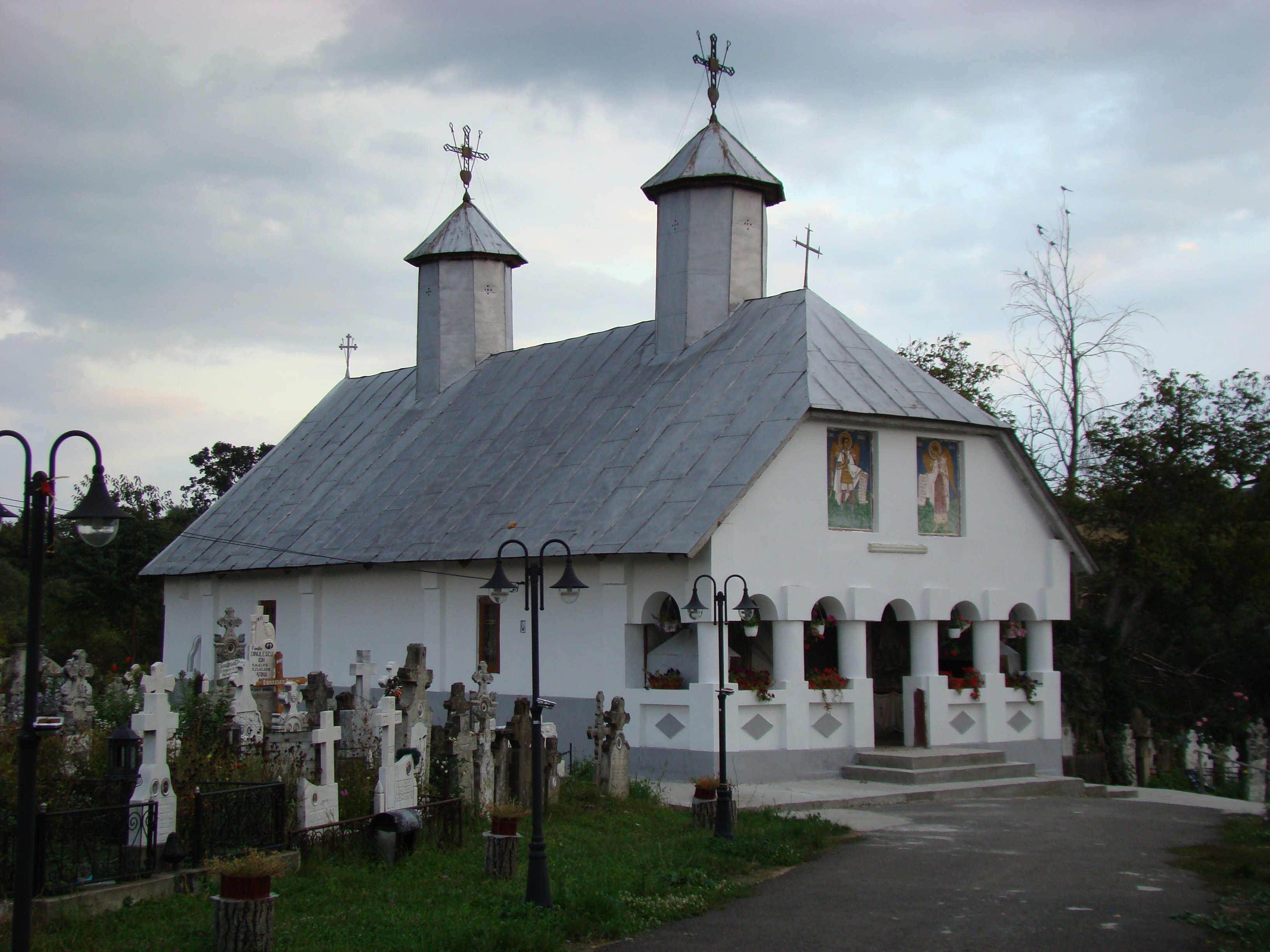
Biserica de lemn din cătunul Măgura al satului Poienari, comuna Bumbești-Pițic, județul Gorj, foto: septembrie 2009.

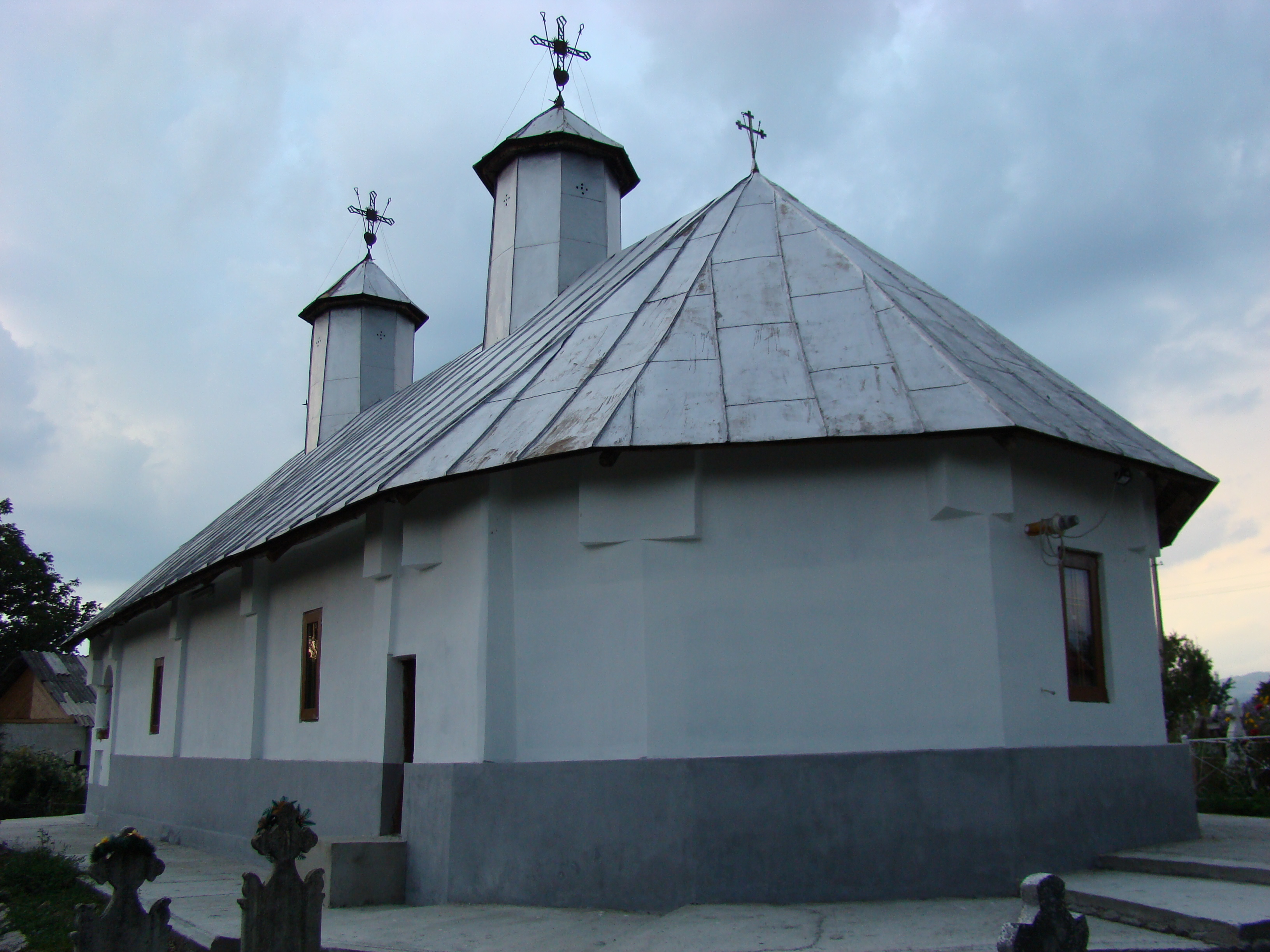
Biserica (sud-est)

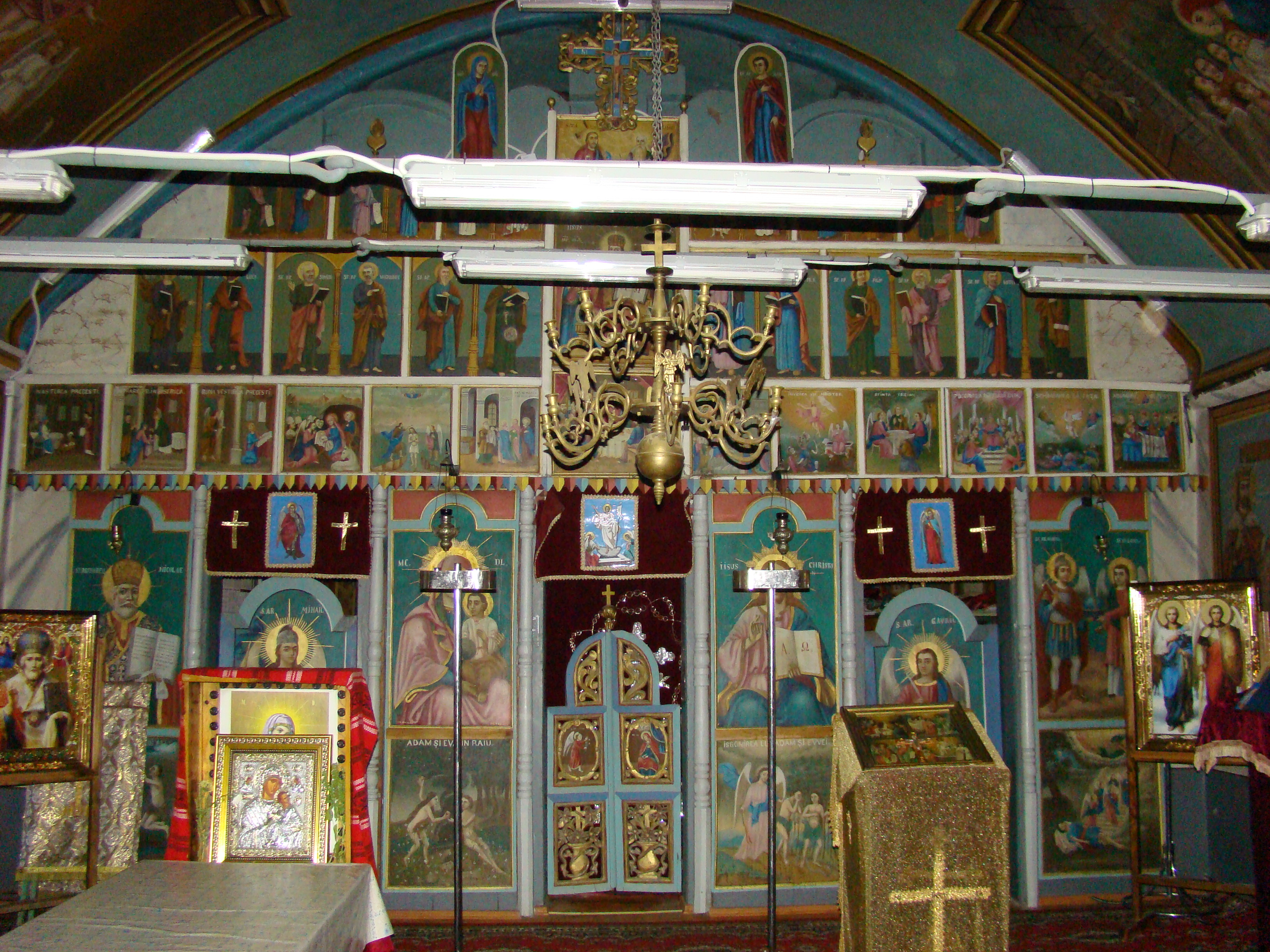
Iconostasul

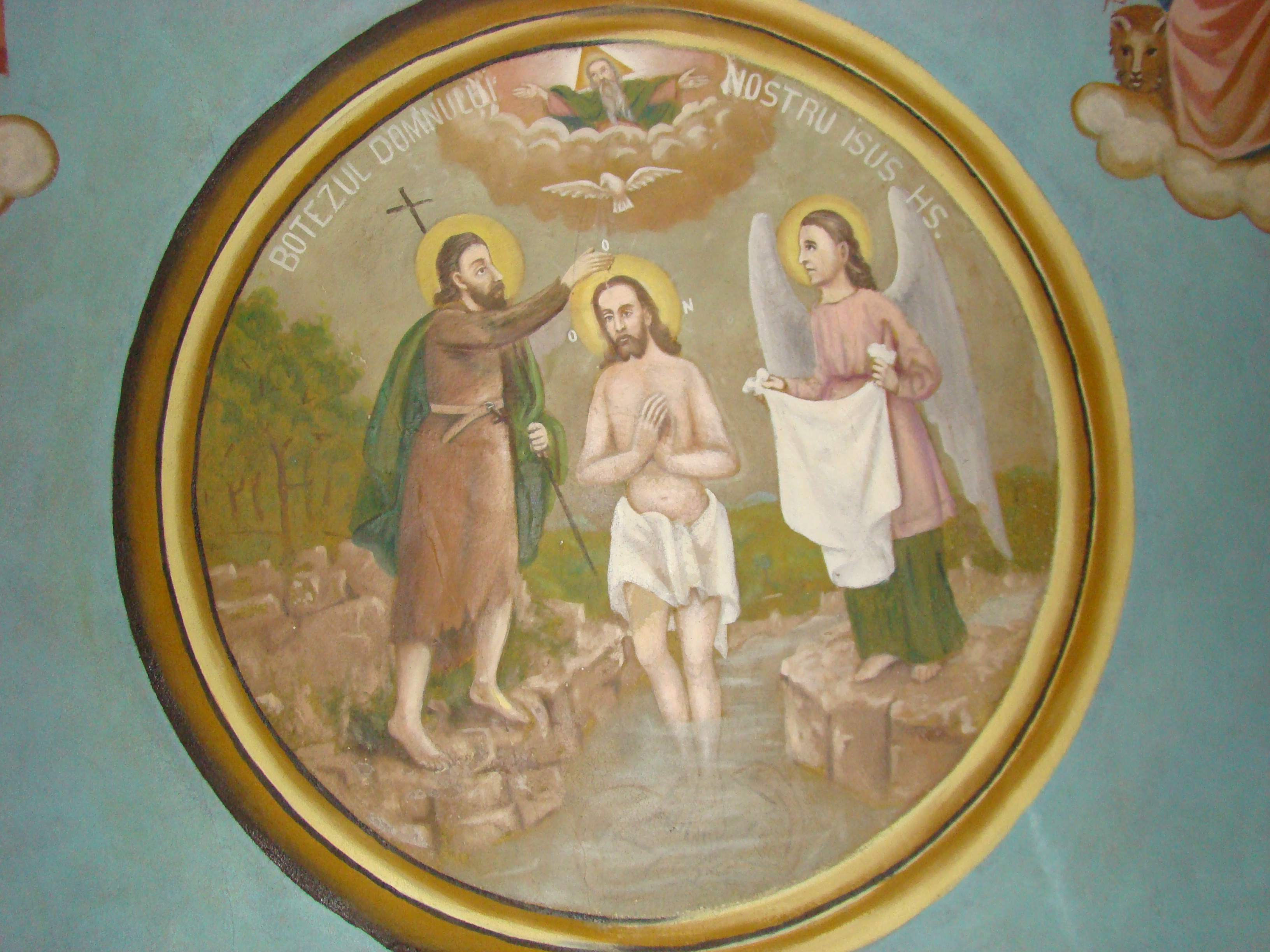
Botezul Domnului

Biserica de lemn din cătunul Măgura al satului Poienari, comuna Bumbești-Pițic, județul Gorj, a fost construită în anul 1834. Are hramul „Sfinții Voievozi”. Biserica se află pe lista monumentelor istorice sub codul LMI:  GJ-II-m-B-09355.

## Istoric și trăsături
Biserica, de mari dimensiuni, este în prezent tencuită, acoperită cu tablă, cu două turle, una peste naos, cealaltă deasupra pronaosului și pridvor pe stâlpi pe latura vestică. Data construcției este incertă, anul vehiculat pe lista monumentelor istorice este puțin probabil; informațiile cele mai pertinente sunt cele care apar în pisania veche a bisericii și care menționează că biserica a fost construită, inițial, în anul 7237 de la Adam, care în cronologia actuală, de la nașterea lui Isus, înseamnă anii 1728-1729; anul era incizat pe o bârnă, iar inscripția originală este reprodusă în pisanie. Un vechi pomelnic cuprinde o mențiune (și ea reprodusă în pisanie) care atestă că biserica a fost refăcută în anul 1817. Un amplu șantier, cu caracter de rectitorire, a avut loc în anul 1894, în timpul păstoririi preotului Petru Constantinescu Ponorașu, prin contribuția enoriașilor poenari și ponorași și a altor credincioși din comunele vecine. Biserica a fost sfințită în data de 10 noiembrie 1894 de protoereul Gorjului, Ștefan Nicolaescu, cu binecuvântarea Episcopului Eparhiei Rîmnicu Noului Severin D.D.Ghenadie. Tot atunci, biserica a primit un hram nou, „Sfinții Voievozi”, care l-a înlocuit pe cel vechi, „Sfântul Nicolae”.
Lucrări de restaurare au avut loc în anul 1994, urmate de resfințirea bisericii de către P.S.Damaschin Severineanu, episcop vicar al Arhiepiscopiei Craiovei.

## Galerie de imagini

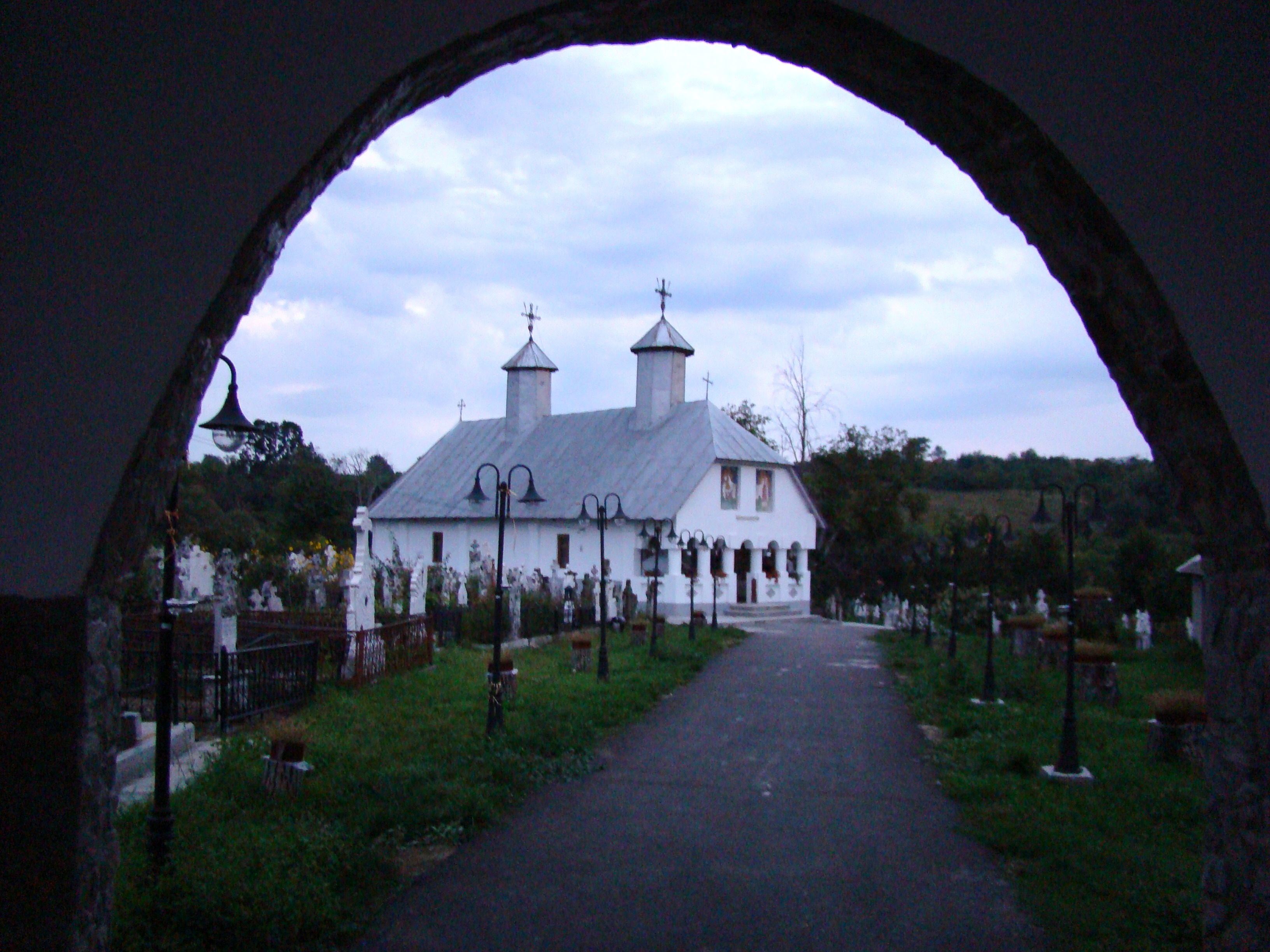
Biserica din depărtare
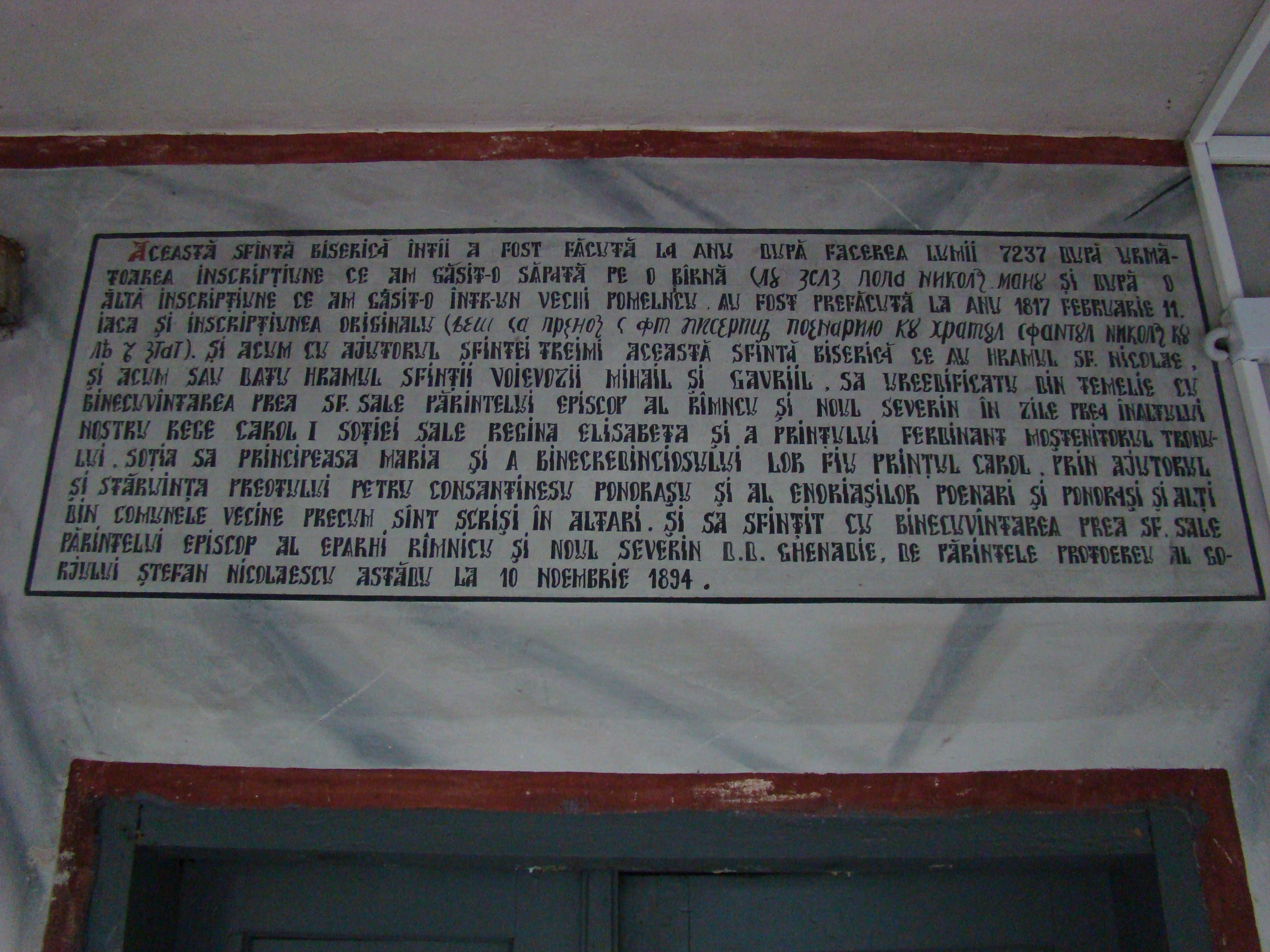
Pisania veche
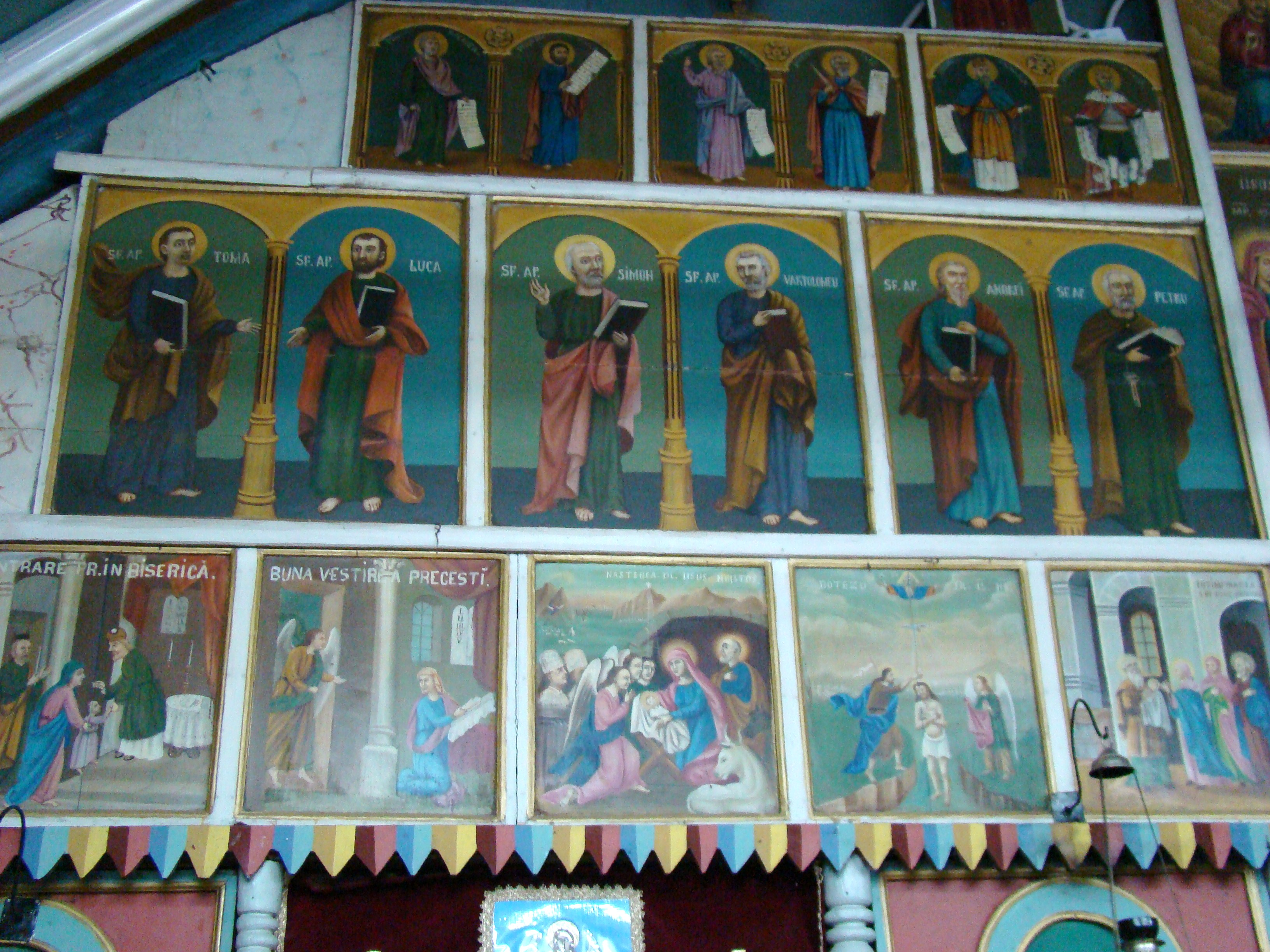
Catapeteasma (detaliu)
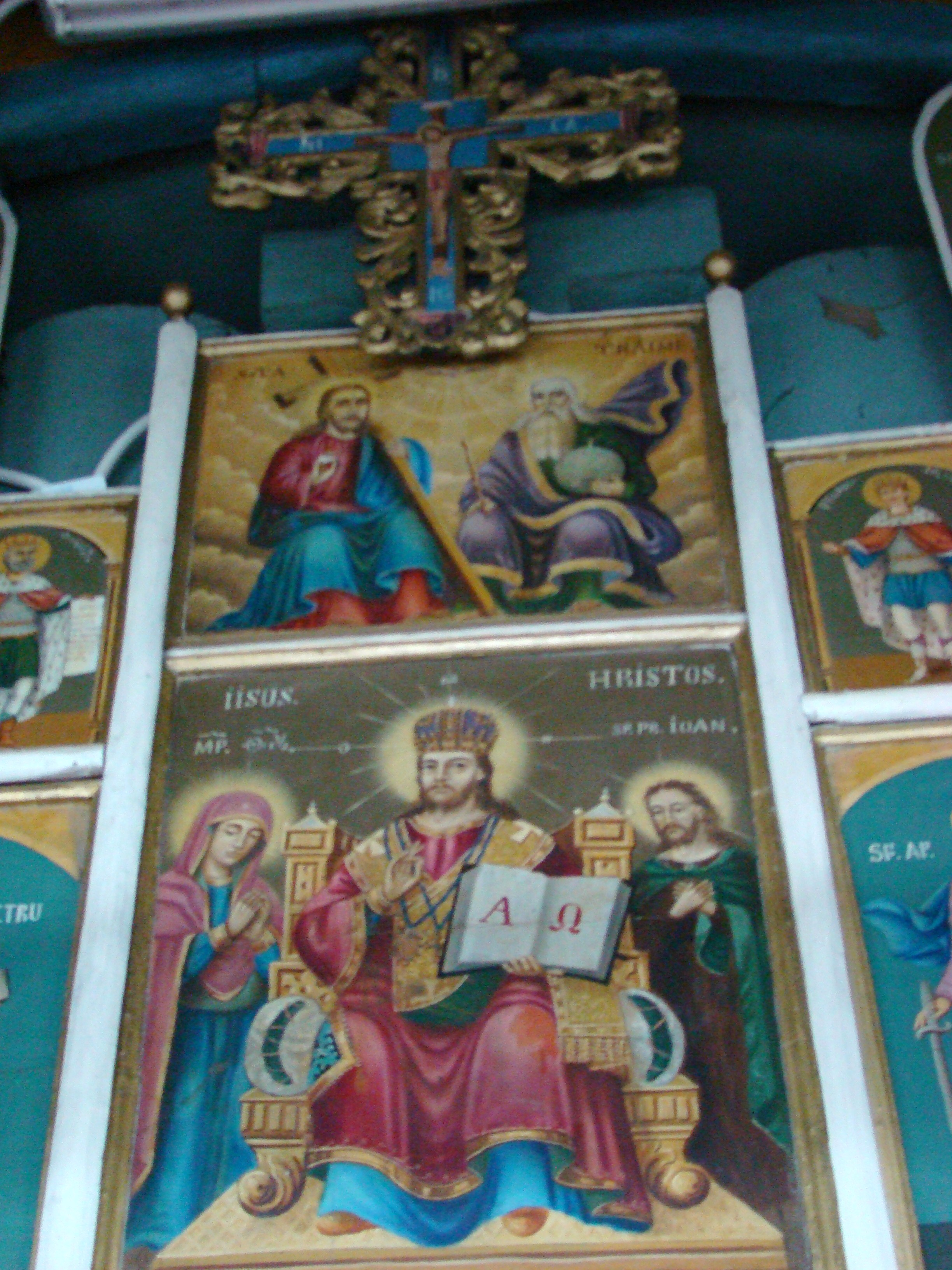
Catapeteasma (detaliu)
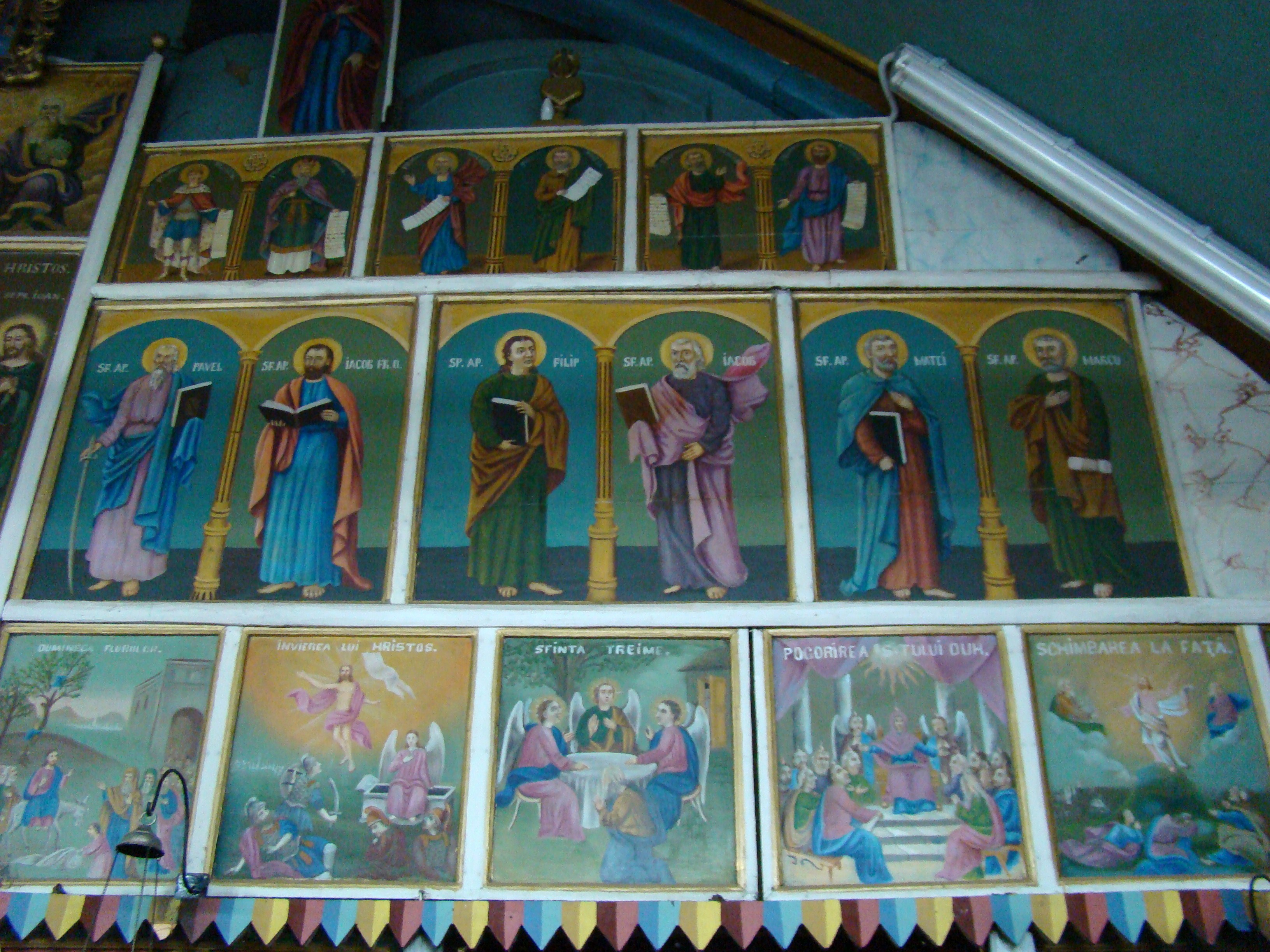
Catapeteasma (detaliu)
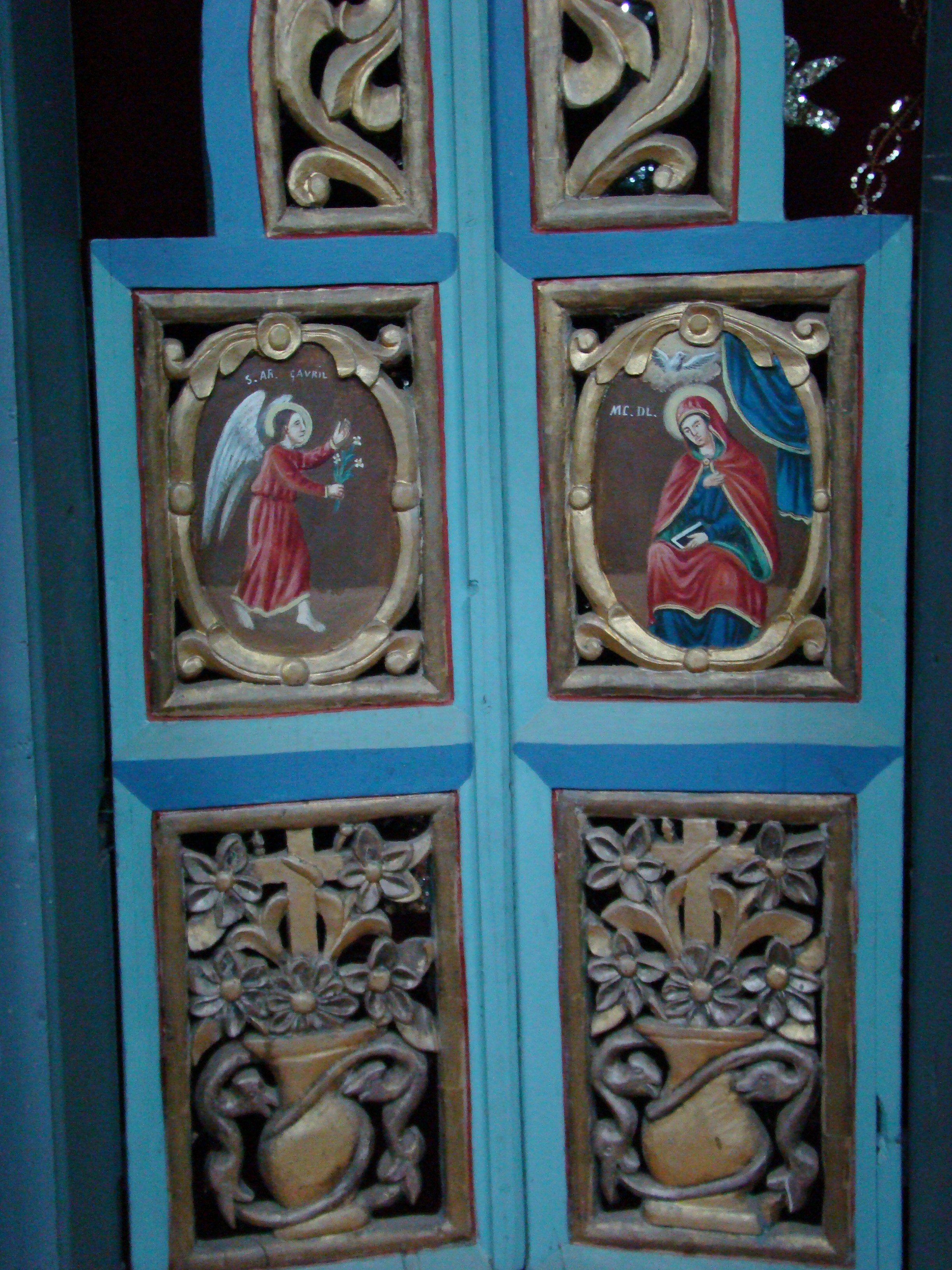
Uşile împărăteşti
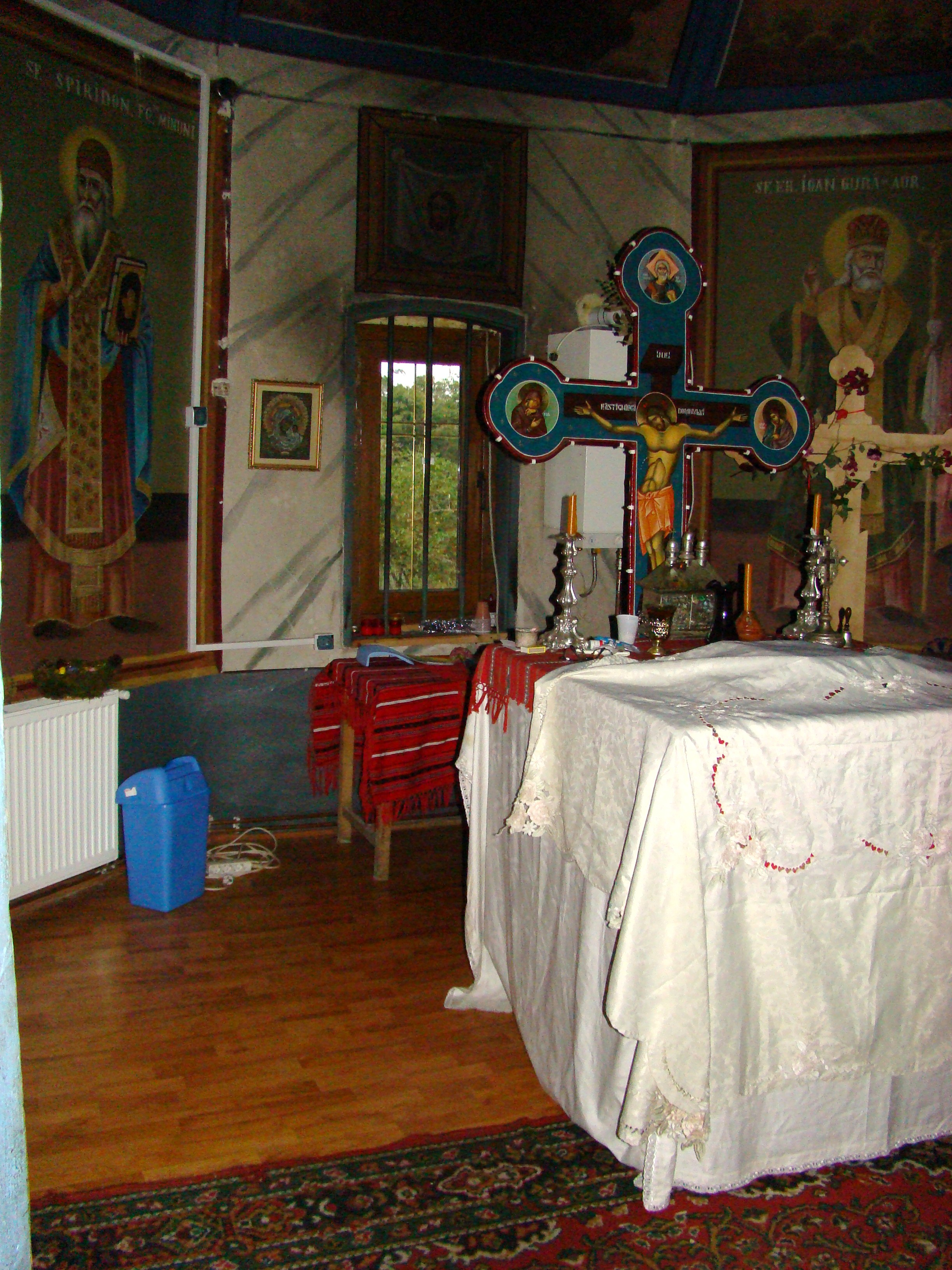
În altar
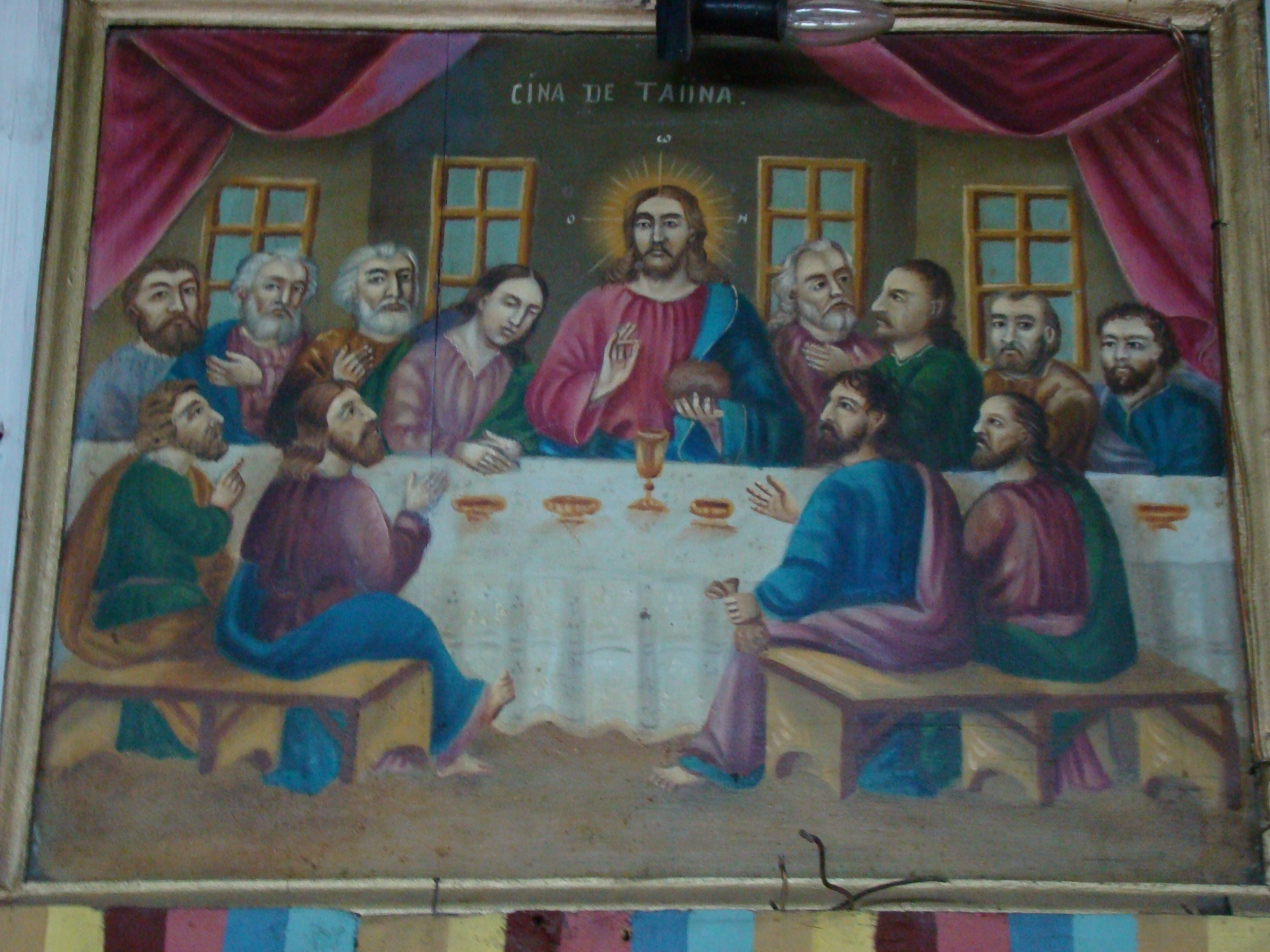
Cina cea de Taină
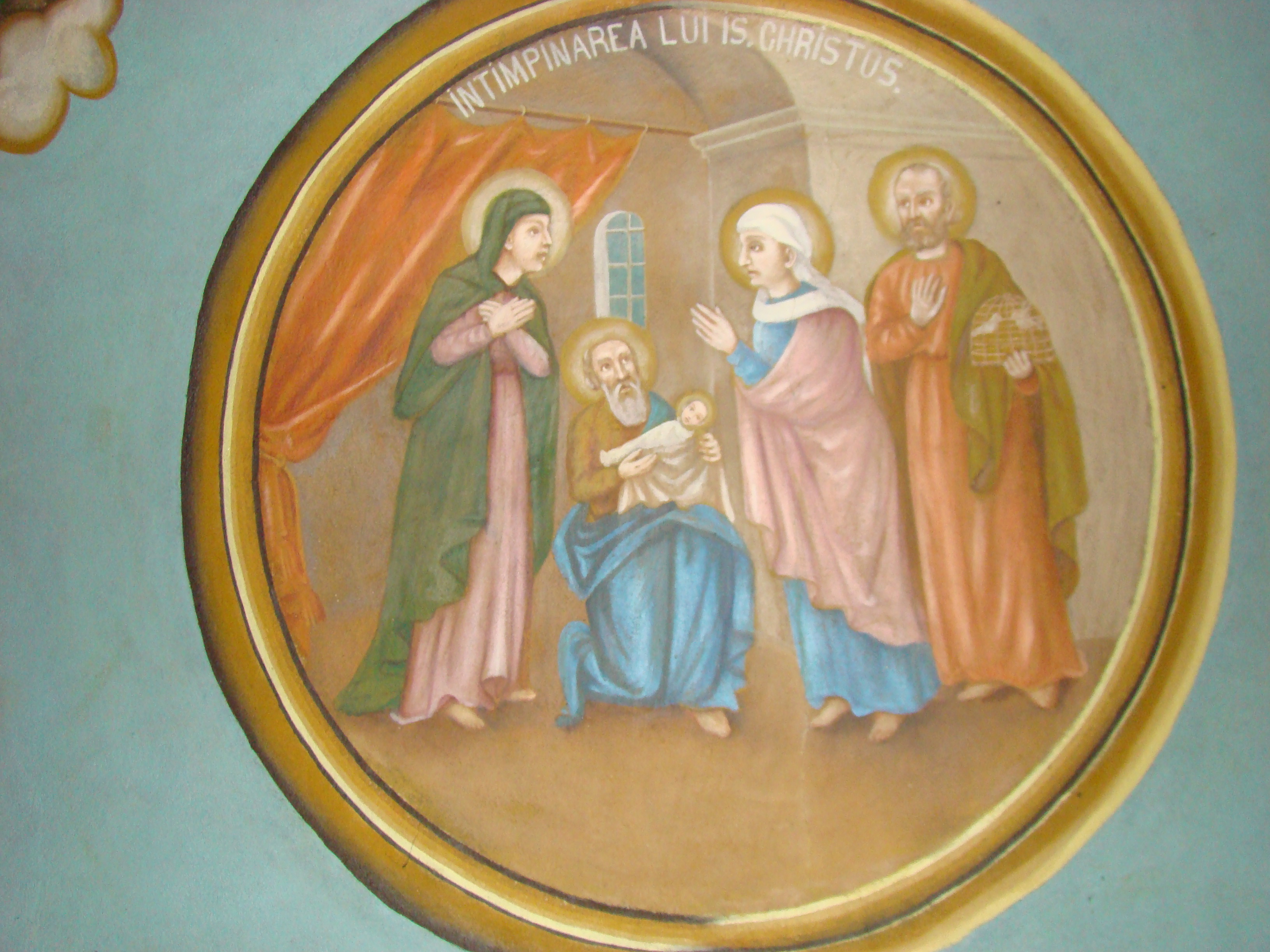
Întâmpinarea Domnului
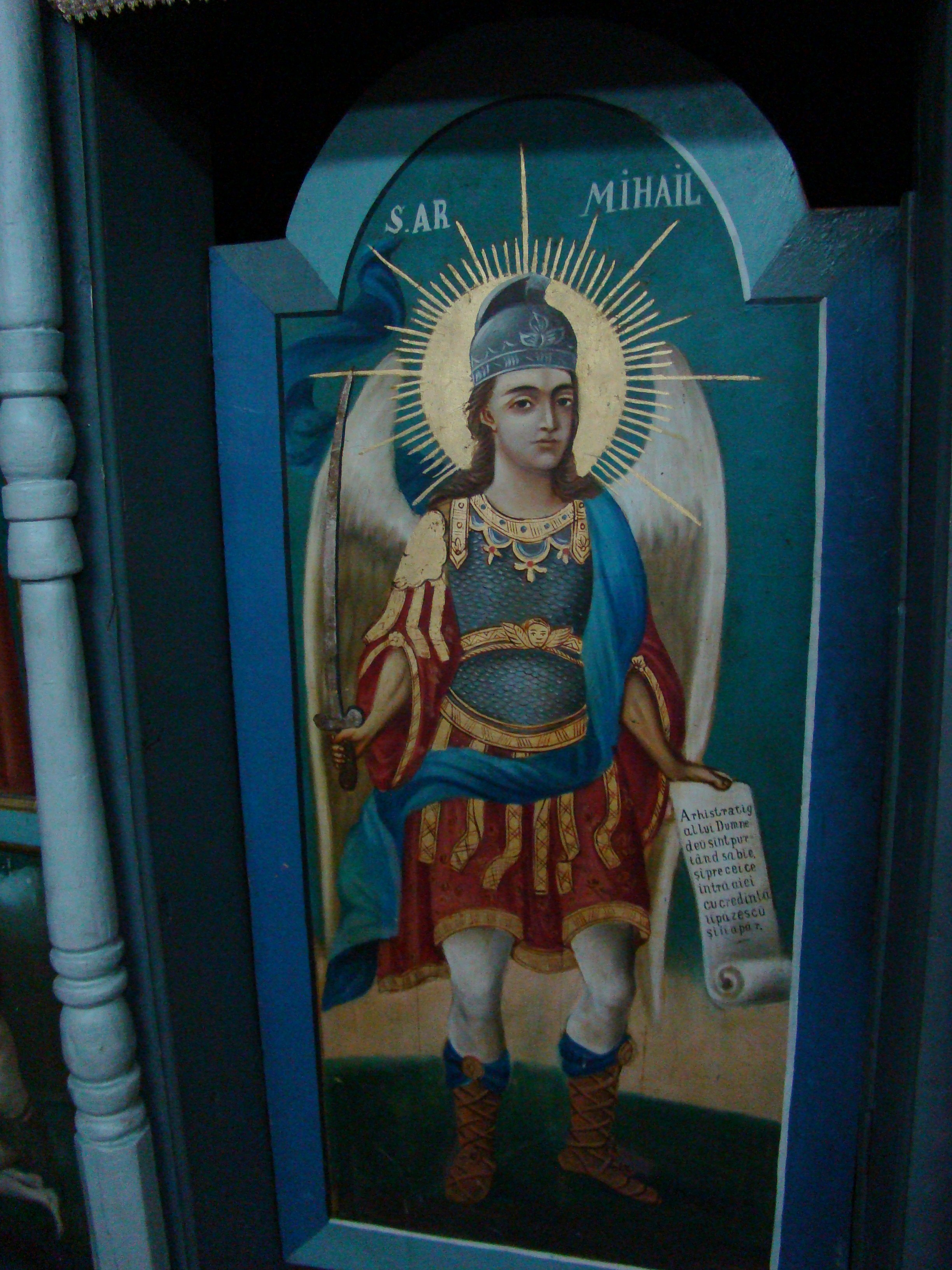
Uşă diaconească
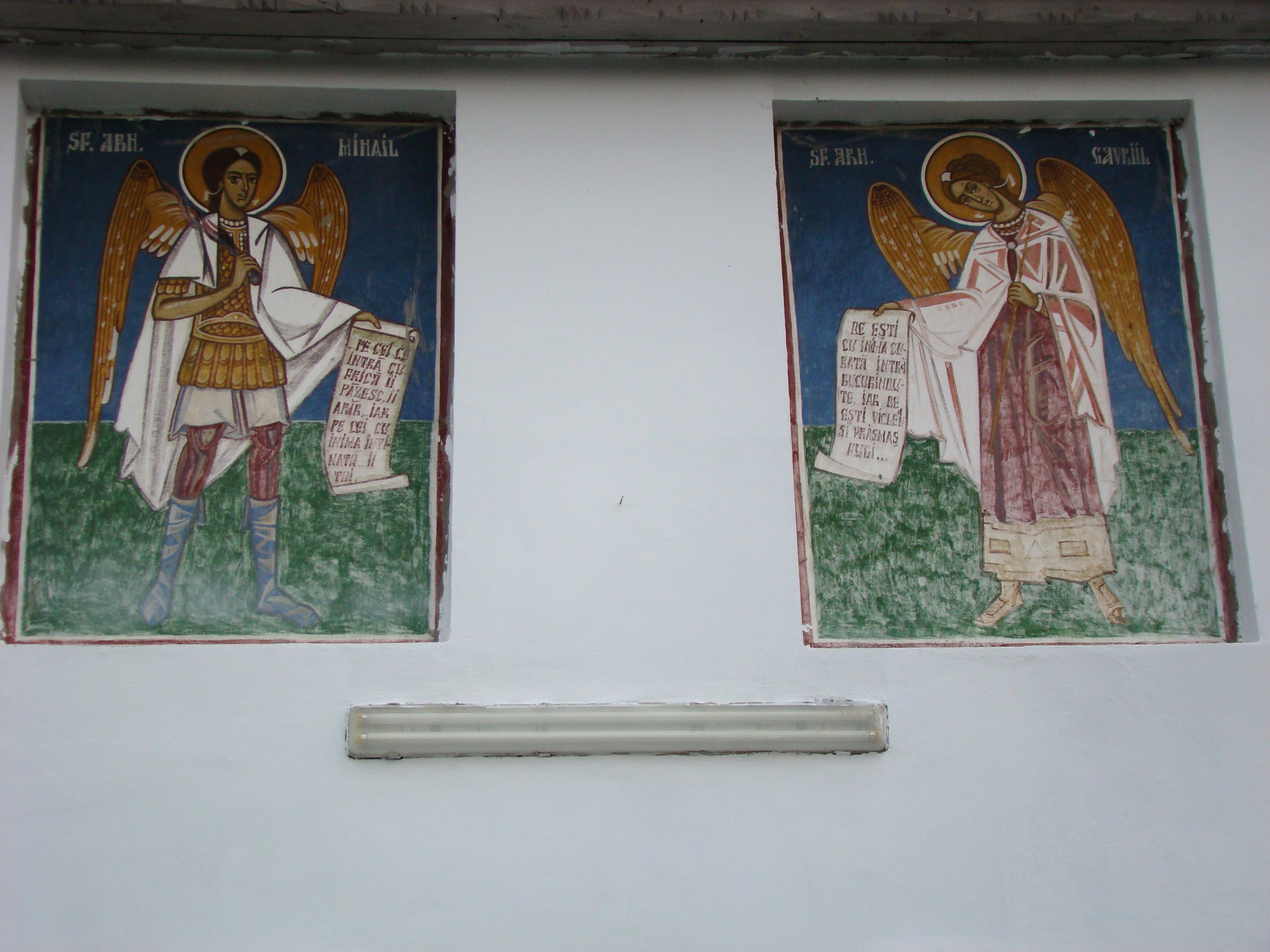
Sfinții Arhangheli
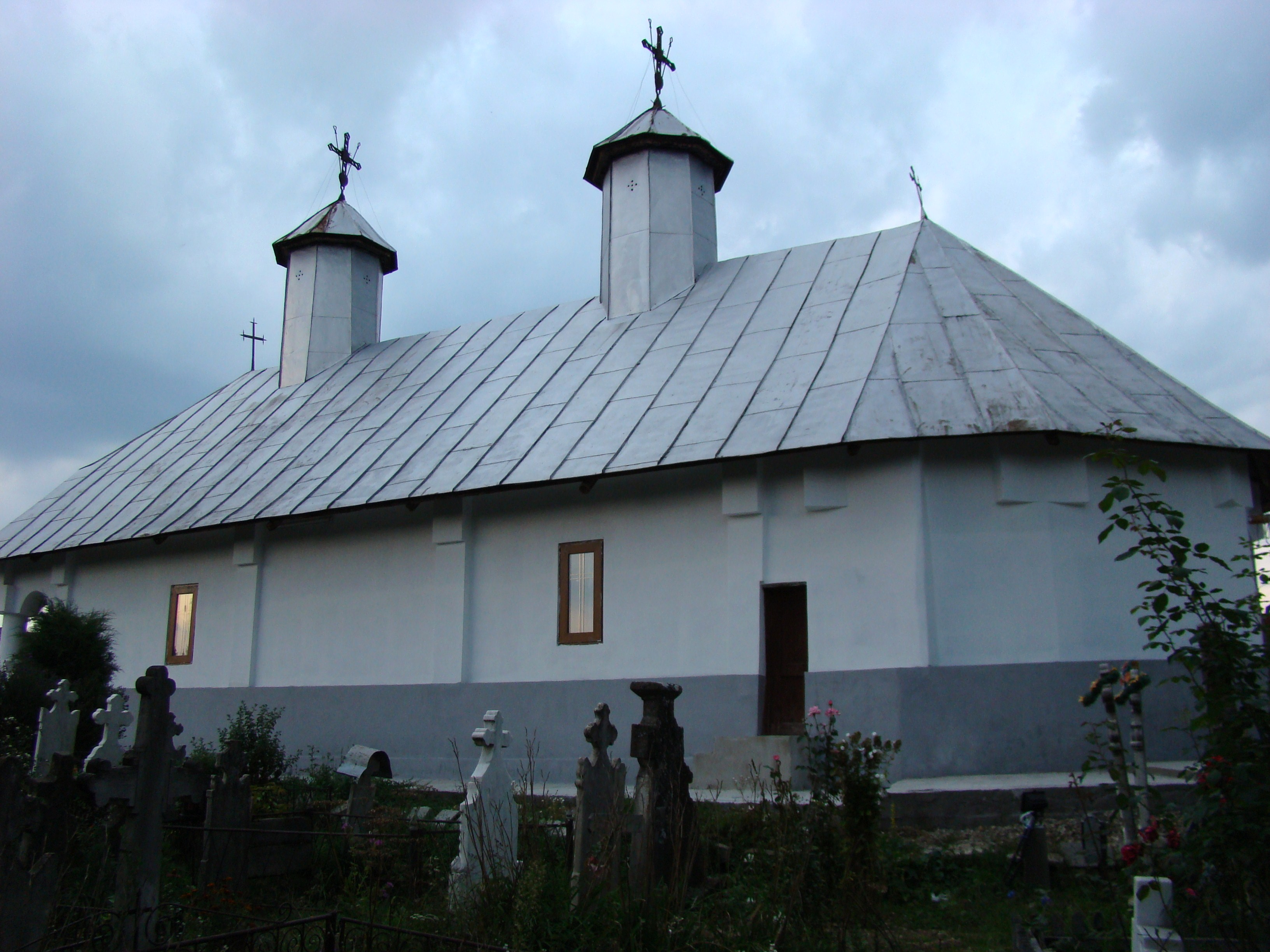
Biserica (sud-est)